# Miguel Ángel Calleja Verger
Miguel Ángel Calleja Verger (Palma, 23 de maig de 1970) és un exfutbolista mallorquí, que ocupava la posició de porter.
Va militar al Reial Oviedo a la campanya 91/92. A l'equip asturià va arribar provinent de l'Atlètic Balears i va ser el tercer porter, per darrere del titular Viti i del veterà Zubeldia. A les postres, es va mantindre inèdit durant eixa temporada. La resta de la seua carrera va prosseguir per equips de divisions més modestes.